# Смайт (гора)
Смайт (англ. Mount Smythe) — гора в Канадских Скалистых горах, расположена в национальном парке Джаспер (Альберта, Канада). Находится в 2 км к юго-западу от вершины Гонг-Пик (3120 м) и в 1 км к северу от горы Нельсон (3150 м). Высота вершины составляет 3260 м над уровнем моря. 

## Название
Гора была названа в честь Френсиса Сиднея Смайта, альпиниста, который поднимался в Гималаях, Альпах и Канадских Скалистых горах. Первое восхождение совершили в 1951 году Гил Робертс, Чак Уилтс и Эллен Уилтс.

## Климат
По классификации Кёппена Смайт находится в субарктической климатической зоне с холодной снежной зимой и умеренным летом. Зимние температуры могут быть ниже −20°C, при жёсткости погоды — ниже −30°C.

## Геология
Гора Смайт состоит из осадочных пород, отложившихся в период от докембрия до юрского периода. Образовавшаяся в мелководных морях, эта осадочная порода была вытолкнута на восток и за верхнюю часть более молодой породы во время Ларамийского орогенеза. 